# Brachystelma duplicatum
Brachystelma duplicatum är en oleanderväxtart som beskrevs av Robert Allen Dyer. Brachystelma duplicatum ingår i släktet Brachystelma och familjen oleanderväxter. Inga underarter finns listade i Catalogue of Life.